# San Juan Bautista Tlachichilco
San Juan Bautista Tlachichilco är en kommun i Mexiko.   Den ligger i delstaten Oaxaca, i den sydöstra delen av landet, 220 km söder om huvudstaden Mexico City.
Följande samhällen finns i San Juan Bautista Tlachichilco:
- Santiago Guadalupe
- Santa Bárbara Huacapa
- Agua Escondida